# Robert Treviño
Robert Treviño (Fort Worth, 1984) és un director d'orquestra estatunidenc. És director musical de l'Orquestra Simfònica d'Euskadi, director convidat principal de l'Orquestra Sinfonica Nazionale de la RAI i assessor artístic de l'⁣Orquestra Simfònica de Malmö a Suècia.

## Biografia
Treviño, que és estatunidenc d'origen mexicà, va créixer a North Richland Hills, a la regió de Fort Worth, a Texas. En una entrevista, va explicar com va tenir lloc el seu primer contacte amb la música clàssica. Tenia vuit anys i anava a la camioneta del seu pare; quan cercava una emissora a la ràdio, va sentir un fragment del Rèquiem de Mozart. Uns mesos després, a l'escola, el mestre els va fer escoltar Pere i el llop i en sentir el so del fagot va pensar que voldria tocar aquell instrument. El mateixa any, a casa, a la televisió retransmetien un concert de l'Orquestra Simfònica de Boston Symphony i ell es va fixar en el director i va dir que allò —director d'orquestra— era el que ell volia ser de gran. La seva era una família humil i no li podien pagar una educació musical, però als tretze anys, en entrar a l'escola secundària va poder estudiar música com a assignatura optativa i alhora de triar un instrument va triar el fagot. Les classes de música s'havien de pagar i ell treballava amb el seu pare durant l'estiu per poder-les pagar. Quan el professor de música se'n va assabentar no va voler cobrar mai més. Treviño després va confessar-li que, en realitat, no volia ser intèrpret de fagot, sinó director d'orquestra i el professor va proporcionar-li partitures perquè les estudiés.
Va estudiar direcció a la Universitat de Texas a Arlington, on va formar la seva pròpia orquestra. Posteriorment, va assistir a la Universitat Roosevelt, on va seguir els estudis de fagot amb David McGill.
Entre els mentors de direcció de Treviño hi ha Leif Segerstam, Kurt Masur, Michael Tilson Thomas i David Zinman. Va debutar professionalment com a director als dinou anys; va participar en un casting per a tocar el fagot a la Ohio Light Opera i el van contractar, però després va passar de ser instrumentista a director ajudant de l'orquestra. Després va viatjar a Alemanya, on va guanyar un premi internacional de direcció. L'any 2010, va guanyar el premi James Conlon a l'excel·lència en direcció a l'Aspen Music Festival and School, un festival de música clàssica que se celebra anualment a Aspen (Colorado).
Del 2009 al 2011, Treviño va ser director associat de la New York City Opera. Després va ser director associat de l'Orquestra Simfònica de Cincinnati, del 2011 al 2015.
La temporada 2017-2018 Treviño va començar la seva tasca com a director musical de l'Orquestra Simfònica d'Euskadi El juny de 2018, el contracte de Treviño amb l'orquestra es va ampliar fins a la temporada 2021-2022. Treviño es va convertir en director titular de l'Orquestra Simfònica de Malmö a partir de la temporada 2019-2020. Amb l'Orquestra Simfònica de Malmö, Treviño ha gravat comercialment per Ondine, incloent un cicle simfònic de Beethoven. El maig de 2021, l'Orquestra Simfònica de Malmö va anunciar que Treviño renunciaria com a director en cap al tancament de la temporada 2020-2021, i després prendria el títol d'assessor artístic durant dos anys. Per altra banda, el maig de 2021, l'⁣Orquestra Simfònica Nacional de la RAI va anunciar el nomenament de Treviño com a proper director convidat principal, amb un contracte de tres anys, després del seu debut el gener de 2019 com a director convidat amb l'orquestra i un compromís de retorn el novembre de 2020.
L'abril de 2021 Treviño i la Orquestra Simfònica d'Euskadi van enregistrar el primer àlbum conjunt dedicat al compositor basco-francès Maurice Ravel. Uns mesos més tarda va anunciar-se l'edició d'un segon àlbum titulat Americascapes, dedicat a la música estatunidenca a cavall dels segles XIX i XX.
Treviño està casat amb la pianista Julia Siciliano, que va crear el grup Ensamble Siciliano.

## Premis i beques
- 2010: Premi James Conlon a l'excel·lència en direcció a l'escola i festival de música d'Aspen[16]
- 2010: Premi d'assistència a la carrera de la Fundació Solti[17]
- 2011: participant de "Bruno Walter National Conductor Preview"[18][19]
- 2011: becari de direcció del Tanglewood Music Center[20]
- 2011: Premi del Concurs Internacional de Direcció Evgeny Svetlanov[21]
- 2012: Premi al desenvolupament professional de la Fundació Solti[22]